# Divadlo Archa

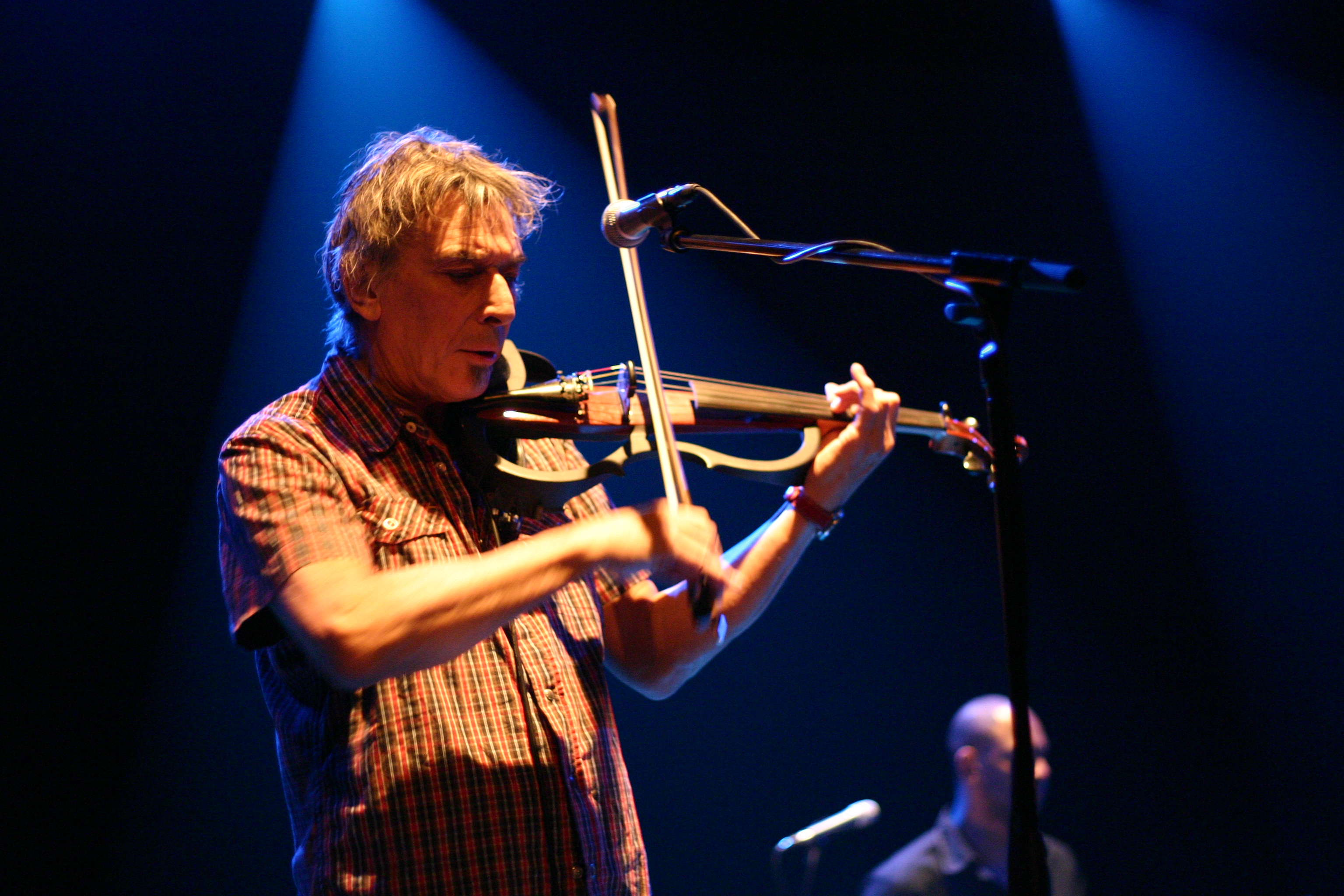
John Cale v Divadle Archa.

Divadlo Archa byla v letech 1994 až 2023 pražská divadelní scéna současného scénického umění, která zároveň nabízela svůj víceúčelový prostor pro organizaci veřejných kulturních akcí. Sídlila na Novém Městě v Praze v budově Paláce Archa v ulici Na Poříčí. Jejím zakladatelem a ředitelem byl Ondřej Hrab.

## Historie
Dnešní Divadlo Archa sídlí v prostorách původního divadla D34, následně Divadla E. F. Buriana, v budově funkcionalistického bankovního paláce (Legiobanka) vystavěného v rondokubistickém stylu v letech 1937–1939. Autorem návrhu byl architekt František Marek a nové řešení interiéru je dílem architekta Ivana Plicky, divadelní technologie jsou realizovány podle Miroslava Meleny.
Samotné Divadlo Archa bylo otevřeno v roce 1994, první vystoupení se konalo 5. června 1994. Vystoupil zde japonský tanečník Min Tanaka za doprovodu hudebníka Johna Calea. V pozdějších letech zde vystoupila řada hudebníků, mezi které patří Diamanda Galás, Einstürzende Neubauten a David Byrne.
Divadlo Archa během své existence hostilo řadu osobností domácího i světového umění, jakými jsou například režiséři Robert Wilson, Peter Brook, choreografové a tanečníci Wim Vandekeybus, Anna Teresa de Keersmaeker, Min Tanaka či Jan Fabre, hudebníci David Byrne, Randy Newman, Philip Glass, Lou Reed, The Residents, Meredith Monková, Einstürzende Neubauten, Tindersticks, White Stripes, The National, CocoRosie a mnoho dalších. Hrály tu soubory Royal Shakespeare Company, Cheek By Jowl, Ultima Vez, DV8, Handspring Puppet Company či Dogtroep. Jedno ze svých posledních vystoupení zde měl americký básník Allen Ginsberg.
Svou výjimečnou dramaturgií, inovativními projekty přesahujícími umělecké žánry i nadstandardním technickým zázemím si Archa nejen v České republice získala pověst[kdo?] významné progresivní scény.[zdroj?] Mnohé z projektů Divadla Archa získaly mezinárodní ohlas a byly uvedeny v zahraničí, například na festivalech v Bonnu, Johannesburgu, Londýně, Kjótu, Tokiu, Soulu, New Yorku, Bělehradě či Bruselu.[zdroj?]

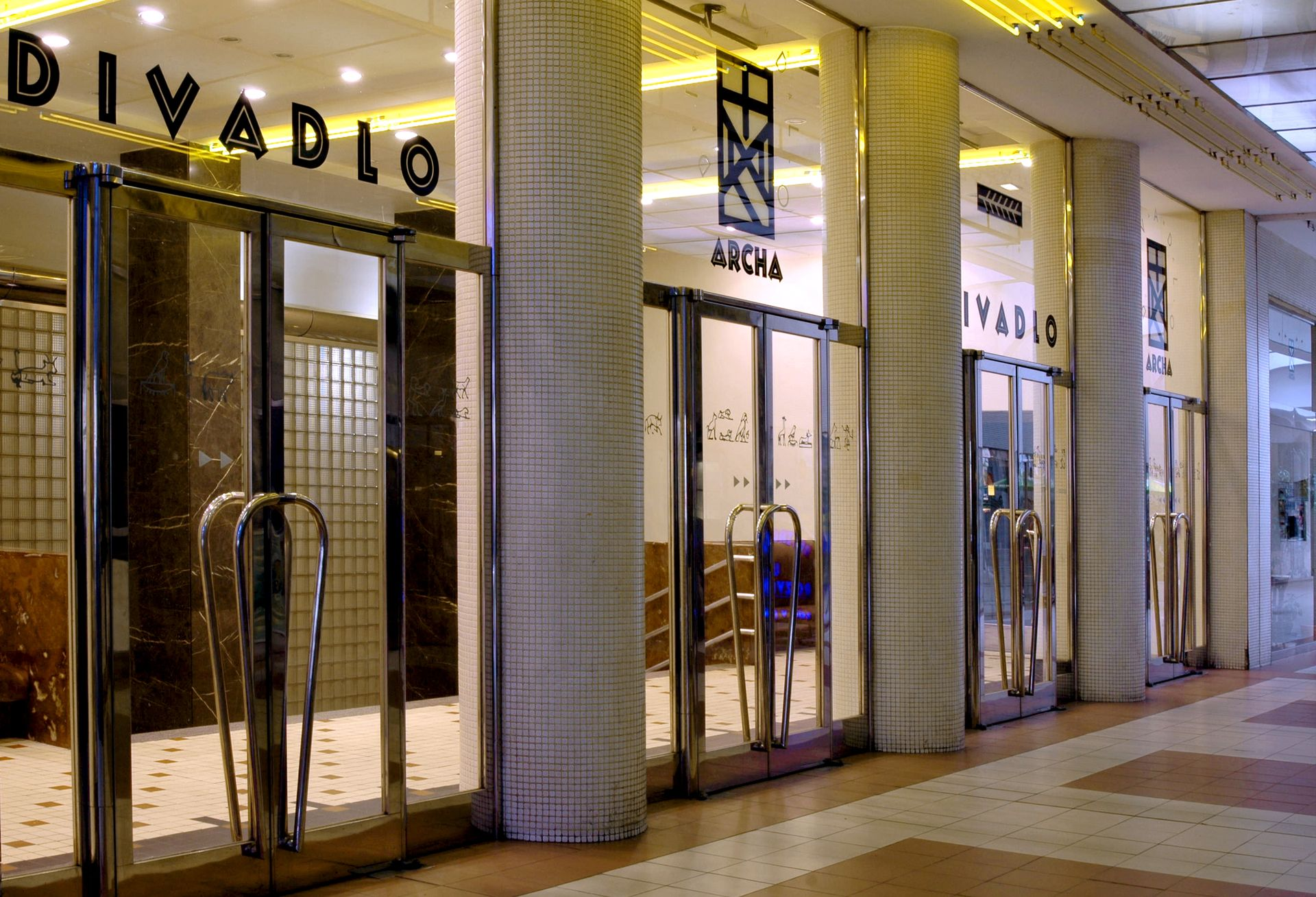
Divadlo Archa – vstupní část
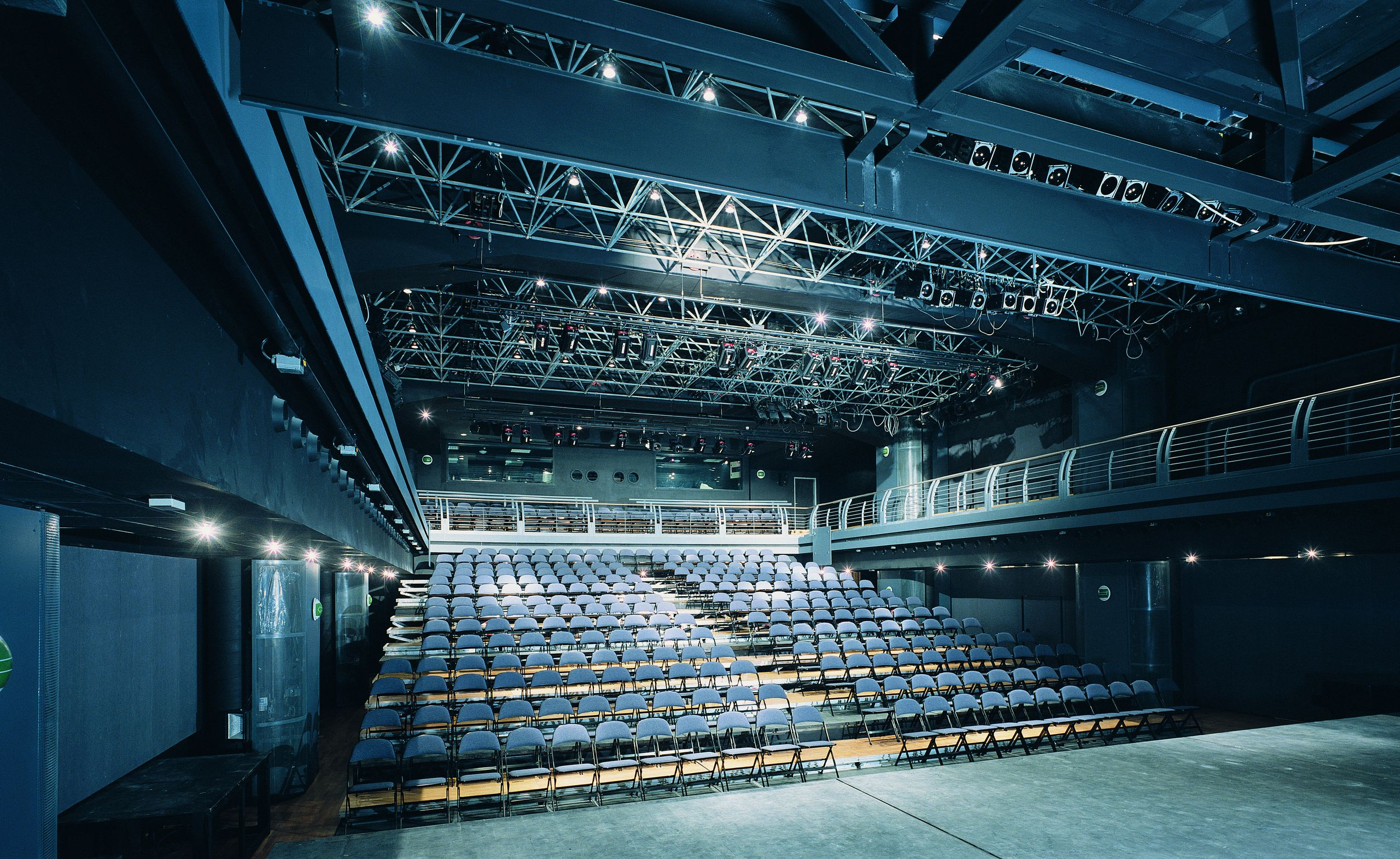
Divadlo Archa – velký sál
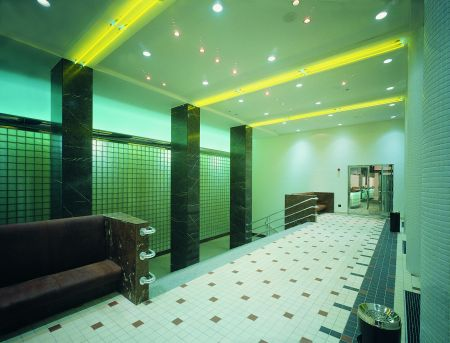
Divadlo Archa – foyer
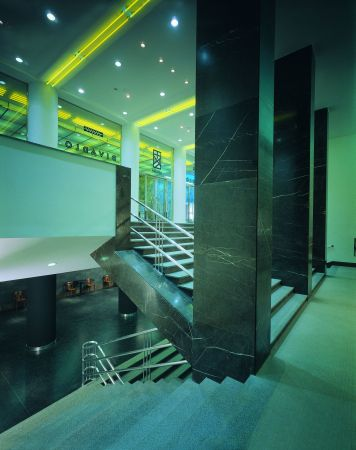
Divadlo Archa – schodiště

## Současnost
Divadlo Archa je centrem pro současná scénická umění bez ohledu na hranice mezi žánry. Divadlo Archa každým rokem přináší zajímavé produkce z domácí i zahraniční scény, divadlo, tanec i koncerty a produkuje vlastní inovativní projekty. Divadlo Archa je místem otevřeným pro nejrůznější, mnohdy nečekaná setkání. Zkoumá možnosti umění, dává prostor neotřelým nápadům a různými cestami komentuje aktuální společenské dění.
Divadlo Archa nemá stálý soubor a pracuje na principu produkčního domu, který poskytuje umělcům produkční i technické zázemí pro jejich tvorbu. Tento způsob práce umožňuje jednak vznik vlastních divadelních, tanečních či hudebních projektů či koprodukcí, ale také hostování domácích i zahraničních souborů.
Divadlo Archa přináší každý rok téměř 200 představení pro více než 40 000 diváků. Divákům jsou k dispozici dva multifunkční sály s celkovou kapacitou až pro 1200 lidí, které je možné podle potřeb měnit, přestavovat a spojovat. Velký sál má navíc podlahu tvořenou mechanicky zvedanými stoly o rozměrech 4 × 4 metry, které umožňují velkou a zároveň rychle dosažitelnou variabilitu divadelního prostoru – od „kukátkového“ po různé druhy arén podle typu představení.

### Akce
V Divadle Archa pravidelně vystupují přední osobnosti světového umění i domácí – české scény. Své totální improvizace zde uvádí Jaroslav Dušek a jeho Divadlo Vizita. Hostují zde také přední brněnské divadelní scény – Divadlo Husa na provázku a HaDivadlo. Své multižánrové inscenace připravuje pro divadlo výtvarník a performer Petr Nikl. Spisovatelé Jaroslav Rudiš a Igor Malijevský zde uvádí své literárně-hudební kabarety pod názvem EKG. Pravidelně se do Divadla Archa vrací koncertovat Jan Burian, Michal Prokop, Vladimír Mišík, Lenka Dusilová a další. Loutkáři Věra Říčařová a František Vítek (loutkář) zde již tradičně před Vánocemi uvádějí svou legendární inscenaci Piškanderdulá.
Divadlo Archa spolupořádá také diskusní a debatní večery zaměřené na aktuální témata. Silnou linií v dramaturgii Divadla Archa jsou sociálně-divadelní projekty v režii Jana Jany Svobodové a jiných umělců. V Divadle Archa vzniká každoročně alespoň jeden původní projekt. V této činnosti se divadlo zaměřuje na projekty, které reflektují aktuální témata. Linie sociálně angažovaného a dokumentárního divadla zahrnuje site-specific projekty V 11:20 tě opouštím (v uprchlickém táboře Bělá pod Bezdězem), Divnej soused (Danube House Karlín), představení Tanec přes plot nebo Šašci, špioni a prezidenti a nejnovější Sólo pro Lu (Jana Svobodová a Jing Lu), které se zabývají problematikou uprchliků, imigrantů a předsudků většinové společnosti vůči nim. Další projekty Exit 89 v režii Jiřího Havelky, Šance 89 – Okno příležitosti v režii Jany Svobodové reflektovaly důležité události dějin České republiky v letech 1968 a 1989.

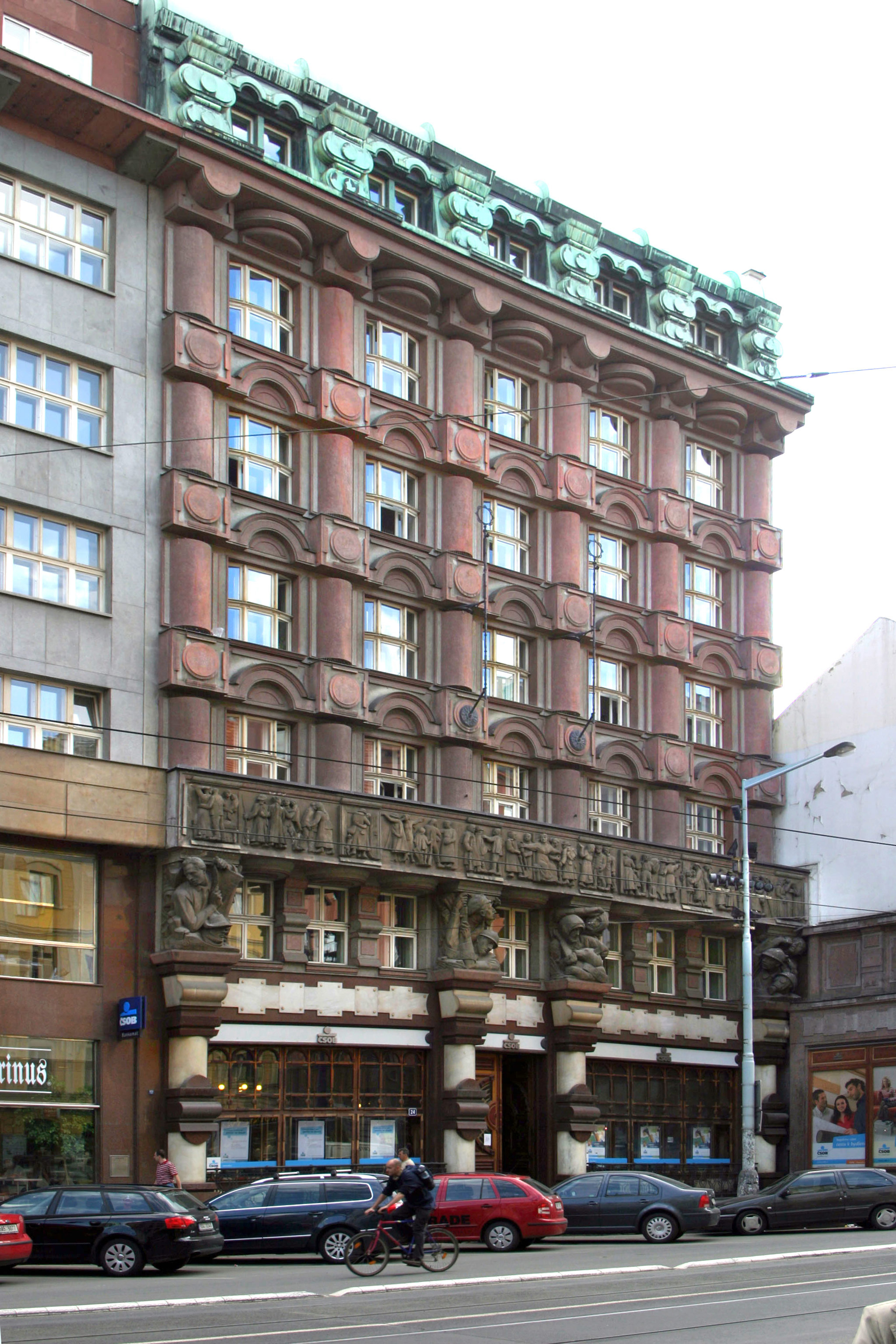
Palác Archa v Praze

Od roku 2010 Divadlo Archa pravidelně pořádá AKCENT, mezinárodní festival divadla s přesahem. Festival Akcent dává prostor dokumentárnímu divadlu, komunitnímu umění, sociálním intervencím, umění ve veřejném prostoru a prezentuje aktivity, které uměleckými prostředky vstupují na pole společensky prospěšné či společensky kritické činnosti. Festival Akcent chce prosazovat nový pohled na funkci umění v sociálním kontextu.  
Divadlo Archa také uvedlo poslední hru Václava Havla Odcházení ve světové premiéře v květnu 2008. V režii Davida Radoka v ní excelovali Jan Tříska, Zuzana Stivínová mladší, Vlasta Chramostová a další. Po 76 reprízách a úspěšném hostování inscenace v korejském Soulu mělo Odcházení v červnu 2010 v Divadle Archa svou derniéru.

### Archa.Lab
Dvouletý program Archa.Lab Rezidence je určený mladým umělcům, absolventům uměleckých škol různého zaměření a jiným praktikujícím umělcům. Cílem rezidencí je vytvořit mladým umělcům prostor pro jejich umělecké hledání a výzkum na základě daného tématu. Archa.lab Rezidence jsou zaměřeny na zviditelnění tendence současného moderního divadla, které hledá zdroje v každodenní realitě a politicko-společenské situaci. V rámci rezidenčního programu vznikla v Divadle Archa celá řada divácky i kriticky úspěšných inscenací (Nickname, Understand – režie: Skutr, Chat – režie: Jana Svobodová, Emigrantes, Simulante Bande – VerTeDance). Rezidenty Archa.Lab pro sezóny 2012/13 a 2013/14 byly Magda Jiřička Stojowska a Tereza Durdilová. Novými rezidenty Archa.Lab jsou od roku 2015 Linda a Mathias Straubovi.
Projekt Archa.lab se zaměřuje na experiment a výzkum v oblasti scénických umění. V rámci Archa.lab se konají dílny s domácími i zahraničími umělci, probíhají také pravidelné ateliéry určené všem věkovým kategoriím.

### Mezinárodní spolupráce
Divadlo Archa, které dlouhodobě spolupracuje s řadou mezinárodních partnerů získalo podporu grantů Evropské komise z programu Culture / Kultura. Jako partner za Českou republiku se tak Archa v letech 2012–2017 zapojila do významných evropských spoluprací v rámci dvou víceletých projektů. Podpořený projekt s názvem „House on Fire“ bude realizován s partnery z Portugalska, Norska, Belgie, Německa, Velké Británie, Francie, Nizozemska, Rakouska a Polska. Druhým úspěšným víceletým projektem je Theatron s partnery z Dánska, Švédska, Německa, Velké Británie a Francie. Největším úspěchem je však podpora pro projekt spolupráce Karaoke Europe, jehož iniciátorem a koordinátorem je právě Divadlo Archa a bude ho realizovat s partnery z Nizozemska, Slovenska a Maďarska v letech 2012 až 2014.
Divadlo Archa, které již od svého vzniku v roce 1994 přiváží do České republiky přední evropské soubory a umělce, považuje získání evropských grantů za obrovský úspěch a příslib rozšířené kulturní angažovanosti českých umělců v Evropě.
Divadlo Archa je členem IETM, nejznámější světové sítě pro oblast divadla.  